# HMS Oakley (1942)
HMS Oakley (L98) – brytyjski niszczyciel eskortowy typu Hunt z okresu II wojny światowej. Do służby w Royal Navy wszedł w 1942 roku, gdzie służył głównie do eskortowania konwojów na północnym Atlantyku i w rejonie Morza Śródziemnego. W 1957 roku sprzedany RFN, gdzie w 1958 roku wszedł do służby w Bundesmarine jako fregata szkolna Gneisenau.

## Projekt i budowa
19 sierpnia 1940 roku w stoczni Yarrow & Co Ltd w Scotstoun rozpoczęła się budowa kolejnego niszczyciela eskortowego typu Hunt w wersji Type II. Okręt początkowo miał nosić imię „Tickham”, jednak zmieniono ją na „Oakley”, po tym jak inny budowany niszczyciel tego typu miał być przekazany Polskiej Marynarce Wojennej jako ORP „Kujawiak”, zwalniając tym samym imię „Oakley”. Wodowanie nastąpiło 15 stycznia 1942 roku, wejście do służby 7 maja 1942 roku .
Po wejściu do służby w Bundesmarine przebudowany na okręt szkolny artylerzystów. Dotychczasowe uzbrojenie zastąpiono nową automatyczną francuską armatą 100 mm i 3 działami 40 mm.

## Służba

### Royal Navy
Po wejściu do służby został przydzielony do sił ochraniających arktyczne konwoje na północnym Atlantyku. Do pierwszych misji tego typu należało zabezpieczanie konwojów PQ-17 i PQ-18. 12 grudnia 1943 roku wszedł na skały w pobliżu włoskiego portu Taranto, doznając poważnych uszkodzeń kadłuba wymagających kilkumiesięcznego pobytu w stoczni. Był częścią sił, które zabezpieczały lądowanie aliantów w południowej Francji 15 sierpnia 1944 roku .

### Bundesmarine

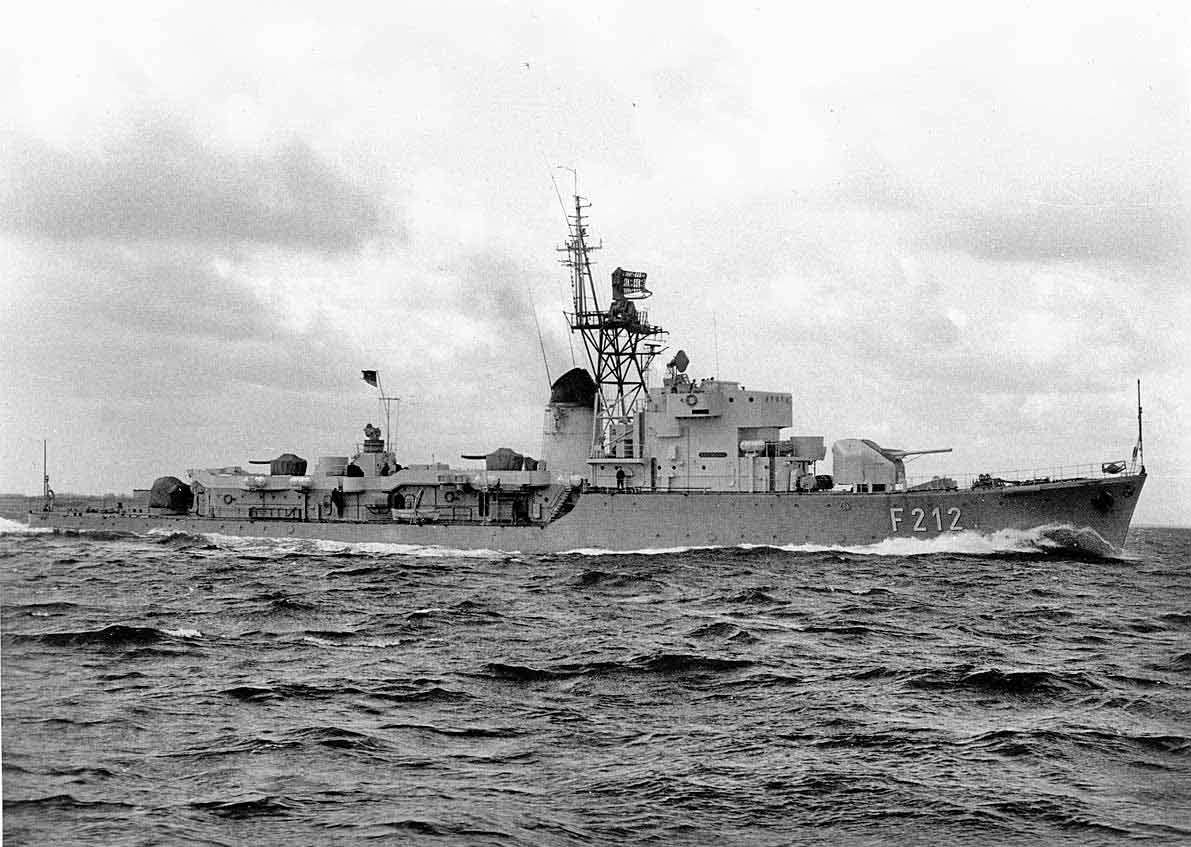
„Gneisenau” z niemieckimi modyfikacjami

W maju 1956 roku „Oakley” został jedną z siedmiu jednostek eskortowych, które miały być przekazane Bundesmarine. Do tej grupy należały trzy okręty typu Hunt i cztery typu Black Swan. Okręty w Bundesmarine określane były jako fregaty typu 138. „Oakley” został sprzedany RFN w listopadzie 1957 roku, wszedł do służby w Bundesmarine 18 października 1958 roku, gdzie otrzymał imię „Gneisenau” (numer F212) i służył w roli szkolnego okrętu artyleryjskiego. Został wycofany ze służby w 1972 roku i złomowany w 1977 roku.